# NGC 2258
NGC 2258 (другие обозначения — UGC 3523, MCG 12-7-16, ZWG 330.15, PGC 19622) — линзообразная галактика (S0) в созвездии Жираф.
Этот объект входит в число перечисленных в оригинальной редакции «Нового общего каталога».
В галактике вспыхнула сверхновая SN 1997E типа Ia, её пиковая видимая звездная величина составила 15,7.